# Almost Easy
Singles de Avenged Sevenfold
Critical Acclaim
(2007) Afterlife
(2007)
Pistes de Avenged Sevenfold (album)
Critical Acclaim Scream
Almost Easy est une chanson américaine de Avenged Sevenfold écrite et composée par The Reverend et sortie en 2007. Elle s'est classée à la fois no 1 du palmarès rock britannique, et dans plusieurs hit-parades du Billboard aux États-Unis : no 3 aux Hot Mainstream Rock Tracks et no 6 au Modern Rock Tracks et aux Bubbling Under Hot 100 Singles. Il s'agit du 2e single de l'album disque d'Or Avenged Sevenfold.

## Clip
Réalisé par P. R. Brown, on y voit Avenged Sevenfold jouer en Enfer, leur son sort d'un trou qui attire une foule humaine, tout le monde, même des religieux se regroupent autour du trou, puis lorsque Synyster Gates fait son solo de guitare, tout le monde se jette dans le trou, comme hypnotisés par la musique démoniaque d'Avenged Sevenfold[évasif].

## Reprises
Cette chanson est reprise sur la bande originale du film Transformers 2 : La Revanche et sur celle des jeux vidéo Guitar Hero III: Legends of Rock, Guitar Hero 5, Rock Band 2 et Need for Speed: ProStreet.

## Classements hebdomadaires
| Classement (2007-2008)                      | Meilleure position |
| ------------------------------------------- | ------------------ |
| États-Unis (Bubbling Under Hot 100 Singles) | 6                  |
| États-Unis (Mainstream Rock Tracks chart)   | 3                  |
| États-Unis (Modern Rock Tracks)             | 6                  |
| Royaume-Uni (UK Singles Chart)              | 67                 |
| Royaume-Uni (UK Rock Chart)                 | 1                  |

## Certifications
| Pays              | Certification | Unités certifiées |
| ----------------- | ------------- | ----------------- |
| États-Unis (RIAA) | Platine       | 1 000 000         |